# SportClub Rist Wedel
Lo SportClub Rist Wedel è una società cestistica avente sede a Wedel, in Germania. Fondata nel 1968, gioca in ProB.
Disputa le partite interne nella Steinberghalle, che ha una capacità di 600 spettatori.